# Córcira (polis)
Córcira (también Corcira; en griego antiguo: Κόρκυρα, Kórkyra) fue una polis en la antigua Grecia, ubicada en la isla de Corfú, en el mar Jónico adyacente a la región de Epiro. Fue originalmente una colonia de Corinto, fundada en el periodo arcaico.

## Historia

La ciudad de Corfú, antigua Córcira, en el canal que separa la isla de Corfú de la costa albanesa

Según Tucídides, la batalla naval más antigua de la que se tendría registro tuvo lugar entre Córcira y Corinto, aproximadamente 260 años antes de su época, a mediados del siglo VII a. C. También escribió que Córcira era uno de los tres grandes poderes navales en el siglo V a. C. en Grecia, junto con Atenas y Corinto.
El antagonismo entre Córcira y su ciudad madre Corinto parece haber sido de larga data. Bastante antes de los relatos de Tucídides sobre batallas navales, Heródoto registró un mito que implica el tirano de Corinto, Periandro. Periandro fue separado de su hijo más joven, Licofrón, quién creyó que su padre había matado a su madre Milissa. Tras no poder reconciliarse con Licofrón, lo envió a Córcira, entonces dentro del dominio de Corinto. En su vejez, Periandro mandó a buscar a su hijo para que gobernara sobre Corinto, sugiriendo que  intercambiarían lugares y él gobernaría Córcira a la vez que su hijo gobernaría Corinto. Para impedir esto, los habitantes de Córcira asesinaron a Licofrón. En castigo, Periandro capturó a 300 hombres jóvenes de Córcira con la intención de castrarles. Es probable es que esto sea más un mito para explicar la animosidad entre Corinto y Córcira (y para justificar el uso del apelativo de tirano para el gobierno de Periandro) que un acontecimiento histórico real.

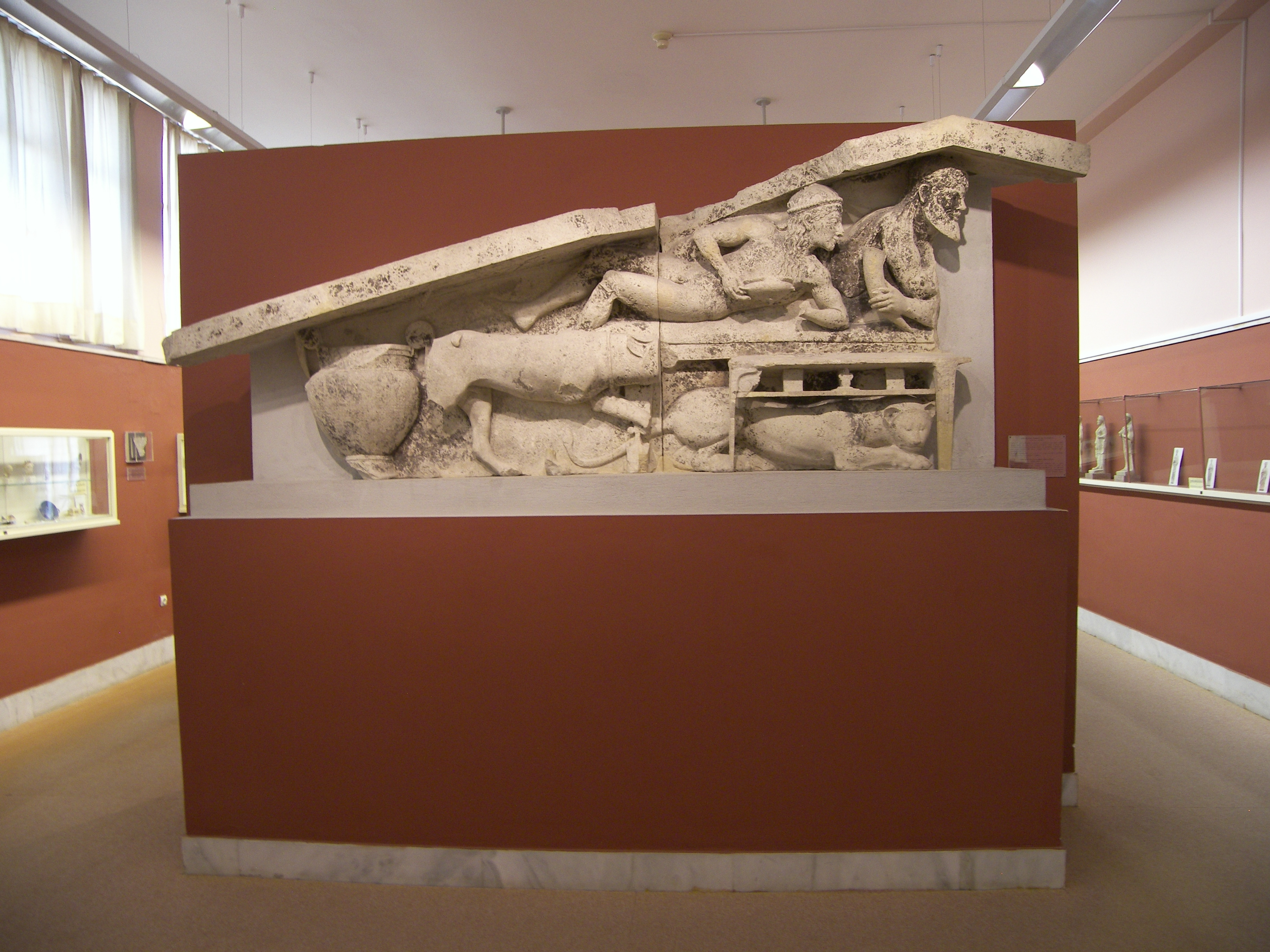
Un relieve de Dionisio Baco en el Museo Arqueológico de Corfú representando un simposio dionisíaco. Datado alrededor del 500 a. C.

### Las guerras médicas
En la guerra persa de 480 a. C., fueron enviados griegos a Córcira pidiendo ayuda. Córcira entusiastamente prometió barcos, y dispuso sesenta de ellos, pero no alcanzaron a llegar a tiempo para la batalla de Salamina. Heródoto adscribe esto a un deseo entre el pueblo de Córcira para permanecer neutros y así no apoyar al lado perdedor. La excusa que se dio para no haberse unido a la batalla era la existencia de vientos desfavorables a la navegación, mientras que Heródoto dice que, de haber resultado victoriosos los persas, Córcira habría manifestado que deliberadamente evitaron entrar en batalla, ganándose así el favor de los persas invasores.

### La guerra del Peloponeso
Escribiendo entre 431 y 411 a. C., Tucídides consideró que la guerra entre Córcira y Corinto sobre la ciudad de Epidamnos como una causa significativa del guerra del Peloponeso. Córcira, usualmente neutra respecto a las dos potencias importantes en la región (la liga de Delos y la liga del Peloponeso), expuso sus preocupaciones apelando a Atenas, cabeza de la liga de Delos, para requerir asistencia contra Corinto, integrante de la liga del Peloponeso.
En 427 a. C., durante la guerra del Peloponeso, se desarrollaba una guerra civil en Córcira entre los demócratas, quienes deseaban establecer una alianza con Atenas, y los aristócratas, quienes reclamaban que estaban esclavizados a Atenas y deseaban formar una alianza con Corinto. Los demócratas ganaron con ayuda de barcos atenienses, y posteriormente masacraron a cualquiera que sospechaban de ser un enemigo.

### SigloIVa.C.
Alrededor del 375 a. C., una flota peloponesia, bajo la orden de Mnesippo, atacó Córcira. Tras el asedio, los residentes de Córcira, adoleciendo de hambre, desertaron, fueron vendidos como esclavos o, posteriormente ejecutados por Mnesippo.

### La era helenística
Durante el periodo helenístico, Córcira cambió de manos varias veces. En 303 a. C., después de un asedio ejecutado en vano por Casandro de Macedonia, la isla estuvo ocupada por un breve lapso por el general Cleónimo de Esparta, y entonces recuperó su independencia. Tres años después, Casandro asedió nuevamente Córcira, pero su flota fue destruida por una intervención de Agatocles de Siracusa. El tirano de Siracusa añadió a la isla a sus propios dominios, y en 295 a. C. la ofreció como dote a su hija Lanassa en su matrimonio con Pirro, rey de Epiro. Cuando Lanassa dejó a Pirro en 291 a. C.,  intentó transferir Córcira a su siguiente marido, el rey Demetrio I de Macedonia, pero en 274 a. C., el hijo de Pirro, Tolomeo recuperó Córcira para su padre.
Córcira se mantuvo como miembro de la liga epirota hasta 255 a. C., cuando recuperó su independencia tras la muerte de Alejandro II, último rey de Epiro. En 229 a. C., tras una derrota griega en la batalla de Paxos, la ciudad padeció una breve ocupación por parte de los ilirios bajo la orden de Demetrio de Faros. Polibio escribió el trasfondo de este incidente, en aquel mismo año: «Cuándo la estación para navegar había llegado, [la reina] Teuta envió una flota de galeras [piratas] más grande que nunca contra las costas griegas, algunas de las cuales navegaron directamente a Córcira...». Otra parte de la flota que había navegado hacia Epidamnos fue repelida también: «allí, para el terror de los habitantes,  desembarcaron y se establecieron asediando la ciudad...Los corcirienses...mandaron enviados a las ligas aquea y etolia, suplicando ayuda al instante...Diez barcos de guerra pertenecientes a los aqueos fueron piloteados...al cabo de unos cuantos días, levantaron velas en Córcira con la esperanza de levantar el asedio». Aun así, «los ilirios obtuvieron refuerzos de siete barcos de los acarnanios» en la isla de Paxi. Vencieron a los aqueos, capturando cuatro barcos y hundiendo otro; el restante emprendió la retirada. «Los ilirios, por otro lado, se llenaron de confianza en sí mismos por su éxito, continuando su asedio de [Córcira] con grandes espíritus...Mientras los corcirienses, reducidos a la desesperación de su seguridad por lo que había pasado, tras sostener el asedio por un corto tiempo más, llegaron a acuerdo con los ilirios, consintiendo en recibir una guarnición, y con ella, a Demetrio de Faros».
La República romana intervino casi inmediatamente, enviando a un cónsul para apaciguar la isla. Al final de la Primera Guerra Iliria, Córcira fue declarada una ciudad libre y se convirtió en un protectorado romano, de facto acabando la independencia de la polis. Alrededor de 189 a. C. fue gobernada por un prefecto romano (probablemente nombrado por los cónsules), y en 148 a. C. fue anexionada a la provincia de Macedonia.